# 海登湖
53°38′36″N 11°25′55″E / 53.64333°N 11.43194°E

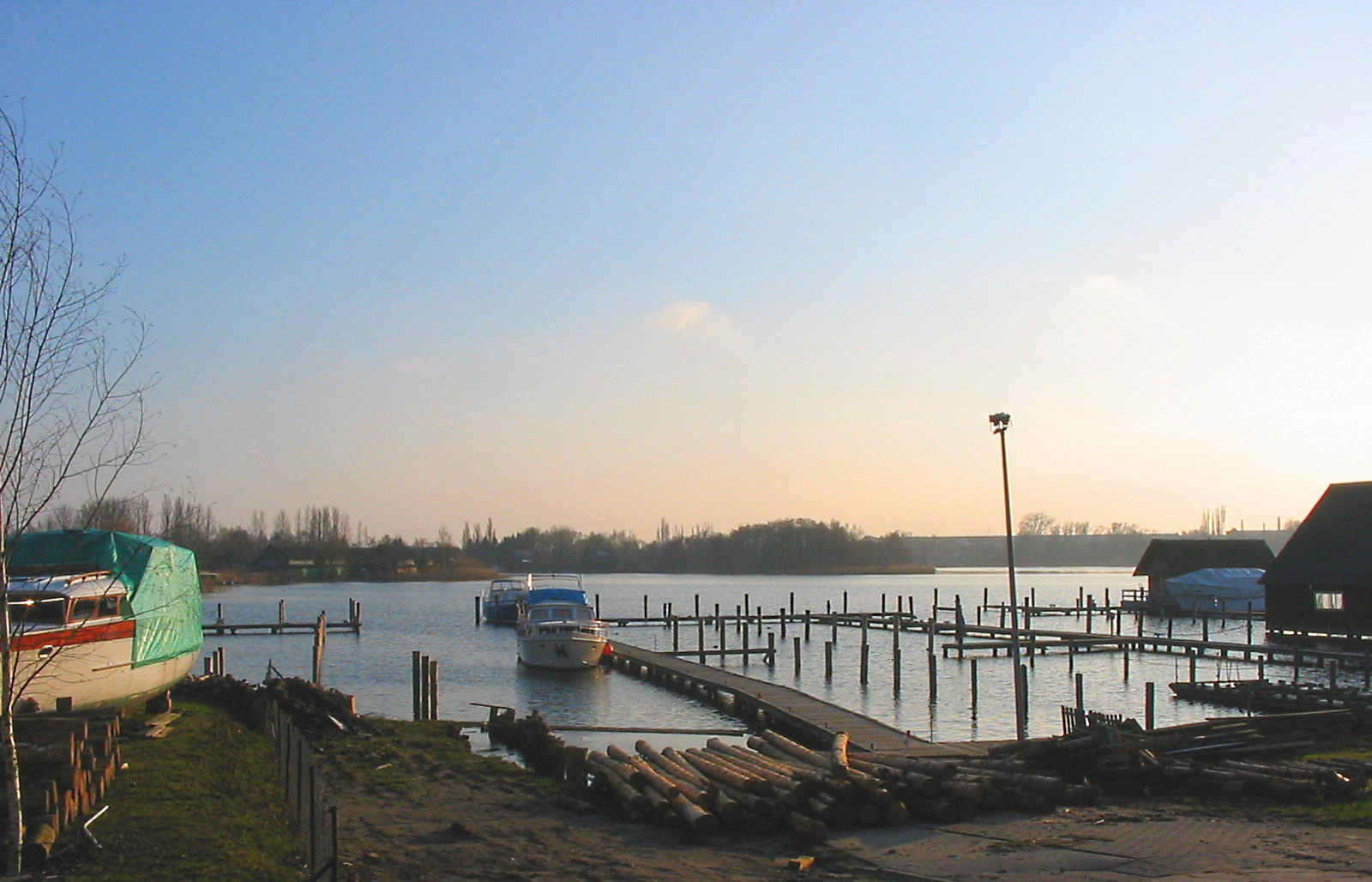

海登湖（德語：Heidensee），是德國的湖泊，位於該國東北部，由梅克倫堡-前波美拉尼亞州負責管轄，處於什未林，面積0.24平方公里，海拔高度38米，平均水深2.2米，最大水深3.9米，水體容量3,000萬立方米。